# Centraal Vluchtelingenkamp Westerbork

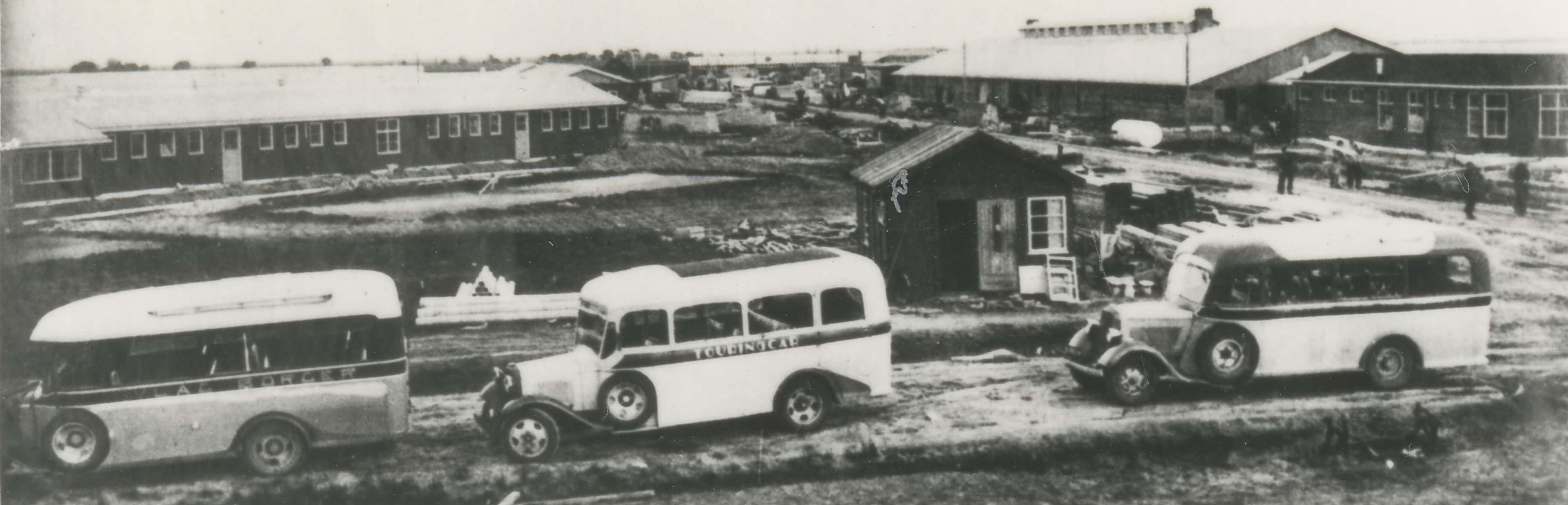
Drie autobussen voor vervoer van en naar kamp Westerbork

Het Centraal Vluchtelingenkamp Westerbork was een in 1939 door de Nederlandse overheid opgezet vluchtelingenkamp in Midden-Drenthe voor in Nederland aanwezige Duitse en Oostenrijkse Joodse vluchtelingen aan de vooravond van de Tweede Wereldoorlog. Na de Duitse bezetting werd het in 1942 omgevormd tot het Doorgangskamp Westerbork.

## Oprichting

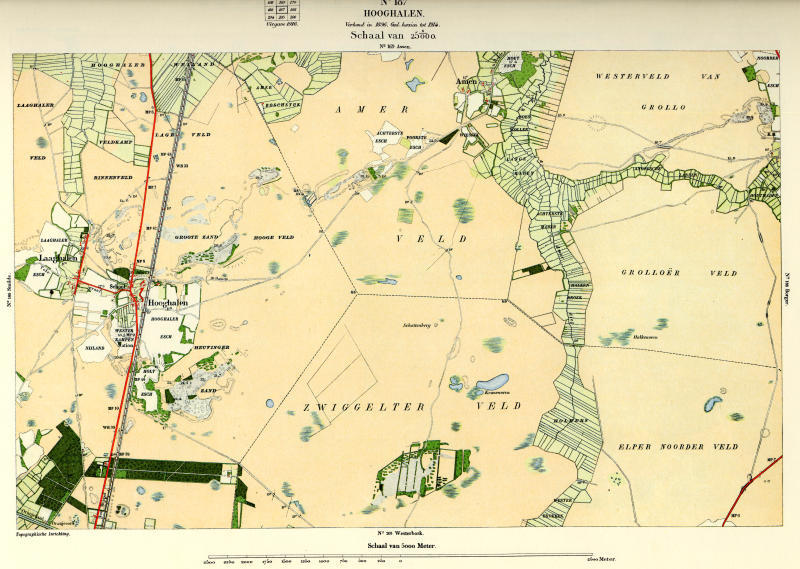
Amerveld begin 20e eeuw

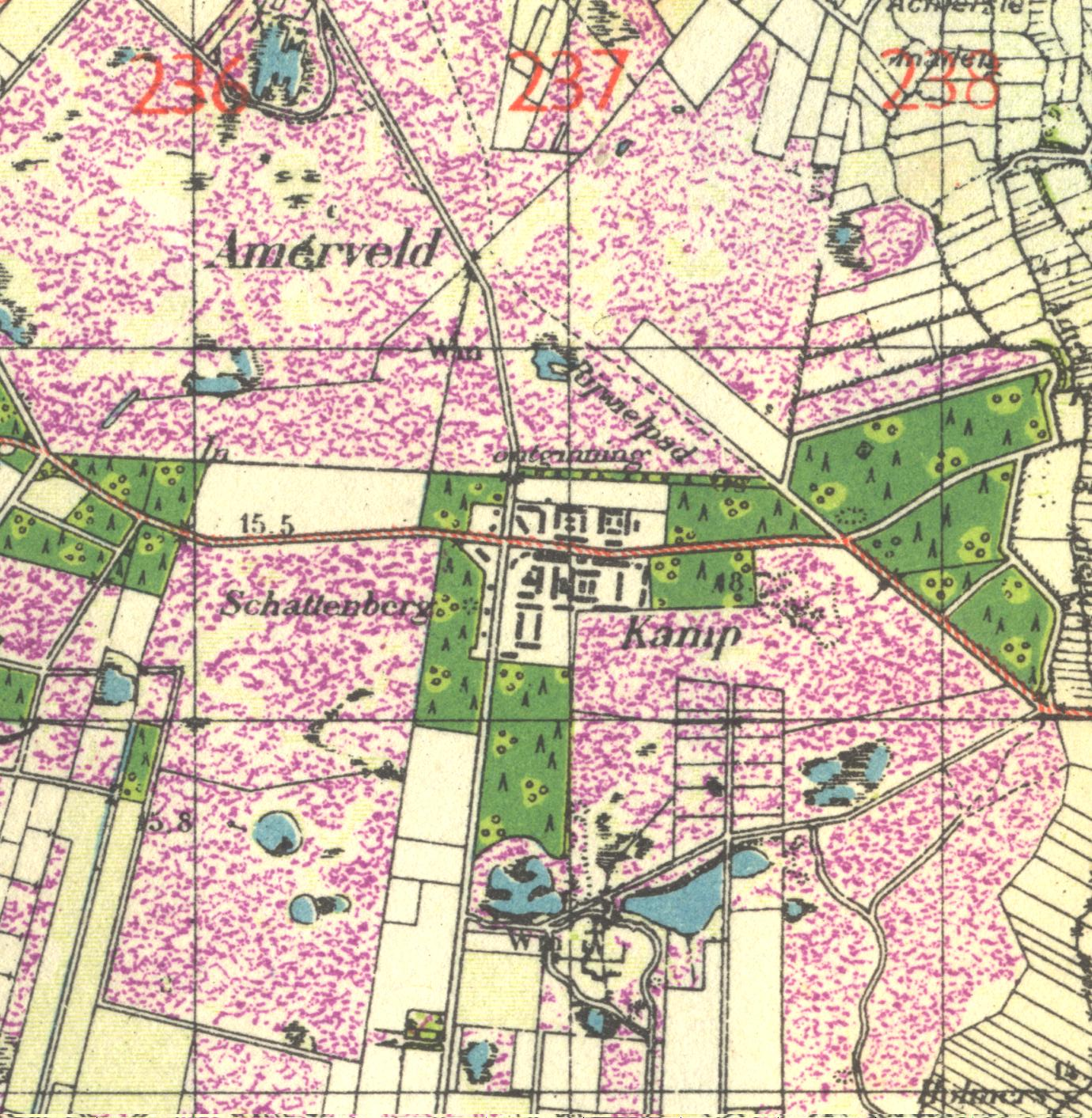
Kaart met het kamp in 1940, omgeven door heide en jonge bosaanplant

Voor de Tweede Wereldoorlog vluchtten duizenden Duitse en Oostenrijkse Joden voor de naziterreur de grens met Nederland over. De Nederlandse regering wilde in die tijd op goede voet blijven staan met Duitsland en sloot op 15 december 1938 de grens, enkele weken na de Kristallnacht van 9-10 november 1938, en bestempelde de vluchtelingen tot ongewenste vreemdelingen. Zo mogelijk werden ze naar Duitsland uitgewezen. In februari 1939 besloot de Nederlandse regering tot de bouw van een groot kamp voor deze vluchtelingen, die tot dan toe op verschillende plaatsen in Nederland werden opgevangen. De regering eiste in termijnen terugbetaling van de kosten (ruim 1 miljoen gulden) door het Comité voor Joodsche Vluchtelingen.
Aanvankelijk zou dat kamp bij Elspeet worden gebouwd. Deze plannen stuitten op verzet van de plaatselijke bevolking en de ANWB, die vond dat de Veluwe aantrekkelijk moest blijven voor vakantiegangers. Waar deze protesten weinig gehoor vonden, gaf het bezwaar van koningin Wilhelmina de doorslag. Zij vond de afstand vanaf het geplande vluchtelingenkamp tot haar zomerverblijf paleis Het Loo veel te klein. Op 22 april liet minister Van Boeijen de koningin weten dat de regering had afgezien van het vestigen van een vluchtelingenkamp op de Veluwe.
Het vluchtelingenkamp werd gevestigd op het Amerveld op de Drentse heide tussen Hooghalen, Zwiggelte en Grolloo. In de ontwerpfase heette het "kamp Zwiggelte". Het was gelegen in de voormalige gemeente Westerbork waarnaar het vernoemd werd. In augustus 1939 werden door arbeiders van de Rijksdienst voor de Werkverruiming de eerste barakken gebouwd van Centraal Vluchtelingenkamp Westerbork. De vluchtelingen die op 9 oktober 1939, waaronder die van het met rampspoed geplaagde schip St. Louis, in het kamp aankwamen, konden meteen aan de slag bij de afbouw van het kamp.

## Ontruiming bij de Duitse bezetting
Op de dag van de Duitse inval op 10 mei 1940 is gepoogd om de vluchtelingen uit het kamp via Zeeland naar het Verenigd Koninkrijk te brengen. Dit plan, dat tot stand kwam op initiatief van A.S. Levisson, de opperrabbijn van Friesland en Drenthe, mislukte echter doordat de route via Zwolle niet meer mogelijk was door de gesaboteerde IJsselbruggen. De vluchtelingen zijn daarom per trein naar Leeuwarden vervoerd. Na een maand opvang in deze stad werden de vluchtelingen teruggestuurd naar kamp Westerbork.

## Overname als doorgangskamp
In 1942 werd het kamp overgenomen door de nazi's. Ze maakten hierbij gebruik van het reeds bestaande kampbestuur van het Centraal Vluchtelingenkamp. De directeur van het vluchtelingenkamp, de Nederlandse reservekapitein Jacques Schol, bleef ook na 1 juli 1942 in kamp Westerbork aanwezig. De Duits-Joodse vluchteling Kurt Schlesinger was in februari 1942 door Schol aangesteld als Oberdienstleiter. Schlesinger zou ook onder de nazi's een belangrijke rol blijven vervullen als leider van de kamporganisatie die zo goed als volledig bestond uit Joodse gevangenen.

## Wetenswaardigheden
De commandant van het kamp, J. Schol, werd na de Tweede Wereldoorlog commandant van Kamp Mariënbosch in Nijmegen.

## Officiële documenten en literatuur
- Corrie K. Berghuis, Joodse vluchtelingen in Nederland 1938-1940: Documenten betreffende toelating, uitleiding en kampopname, Kok, Kampen (1990)
- Corrie K. Berghuis, Tot de verkeerde plek gedwongen: ontstaan van het vluchtelingenkamp Westerbork, in: Uitgeweken, bundel uitgegeven door het Herinneringscentrum Westerbork, 1989